# Robert Mavounzy
Robert François Mavounzy (Colón (Panama), 2 avril 1917- Créteil, 24 mars 1974) est un saxophoniste français d'origine caribéenne qui s'est illustré dans le jazz et la musique antillaise et qui fut classé par la revue Jazz Hot premier saxophoniste de France, puis d'Europe.

## Biographie
Les deux parents sont guadeloupéens et vivant au Panama, la famille revient en Guadeloupe en 1927.
Sa virtuosité saluée par André Hodeir et ses talents d'improvisateur lui ont valu de jouer et d'enregistrer avec les plus grands jazzmen français des années 1940, tels Django Reinhardt, le pape du wabap Al Lirvat, Gus Viseur, ainsi qu'avec des musiciens américains tels que Harry Cooper, qu'il côtoiera également dans l'orchestre d'Eddie Barclay. Pendant l'Occupation, il participe à de nombreux concerts au Hot Club de France.
Il est ensuite l'un des tout premiers musiciens français à introduire en France le bebop. Il en enregistrera dès 1947 sous le nom de "Robert Mavounzy and his Be-Boppers" avec une formation comprenant Emmanuel Soudieux à la basse, Benny Bennet à la batterie, André Persiany au piano et Jack Carmen au trombone.
De 1947 à 1949, il est chef d'orchestre à La Boule blanche. En 1956, il est recruté à La Canne à Sucre, dirigé par Gérard La Viny.Il participera en 1960 à la revue de Joséphine Baker et dirigera également à plusieurs périodes différentes, et notamment au moment de sa mort, l'orchestre de La Cigale, lieu pour lequel il avait composé un morceau éponyme, enregistré le 14 janvier 1943 avec l'orchestre de Harry Cooper (formation : Mavounzy au sax alto et à la clarinette, Harry Cooper à la trompette, Sylvio Siobud et Félix Valvert aux sax ténors, Jack Diéval au piano, Pierre Gérardot à la guitare, Lucien Simoens à la basse, Armand Molinetti à la batterie.)
Le 24 mars 1974, il est victime d'un malaise lors d'une représentation et décède à l'Hôpital Henri-Mondor à Créteil. Il repose au cimetière de Saint-Ouen,. Lors de son enterrement, le saxophoniste Marcel Louis-Joseph (Ti Marcel), qui le remplacera par la suite, interprète quelques uns de ses morceaux.
Son frère Marcel Susan a effectué les premiers enregistrements de musique guadeloupéenne à partir de 1953.